# Dendropsophus minusculus
Espèce
Synonymes
- Hyla minuscula Rivero, 1971

Statut de conservation UICN

 LC  : Préoccupation mineure
Dendropsophus minusculus est une espèce d'amphibiens de la famille des Hylidae.

## Répartition
Cette espèce se rencontre jusqu'à environ 600 m d'altitude au Venezuela, en Colombie, en Guyane, au Guyana, au Suriname et à la Trinité.

## Publication originale
- Rivero, 1971 : Tres nuevos records y una nueva especie de anfibios de Venezuela. Caribbean Journal of Science, vol. 11, p. 1-10 (texte intégral).